# دودو (لاعب كرة قدم مواليد 1998)
دودو هو لاعب كرة قدم برازيلي في مركز الوسط، ولد في 14 ديسمبر 1998 في ريو دي جانيرو في البرازيل. لعب مع نادي فاسكو دا غاما.